# Eulie Chowdhury

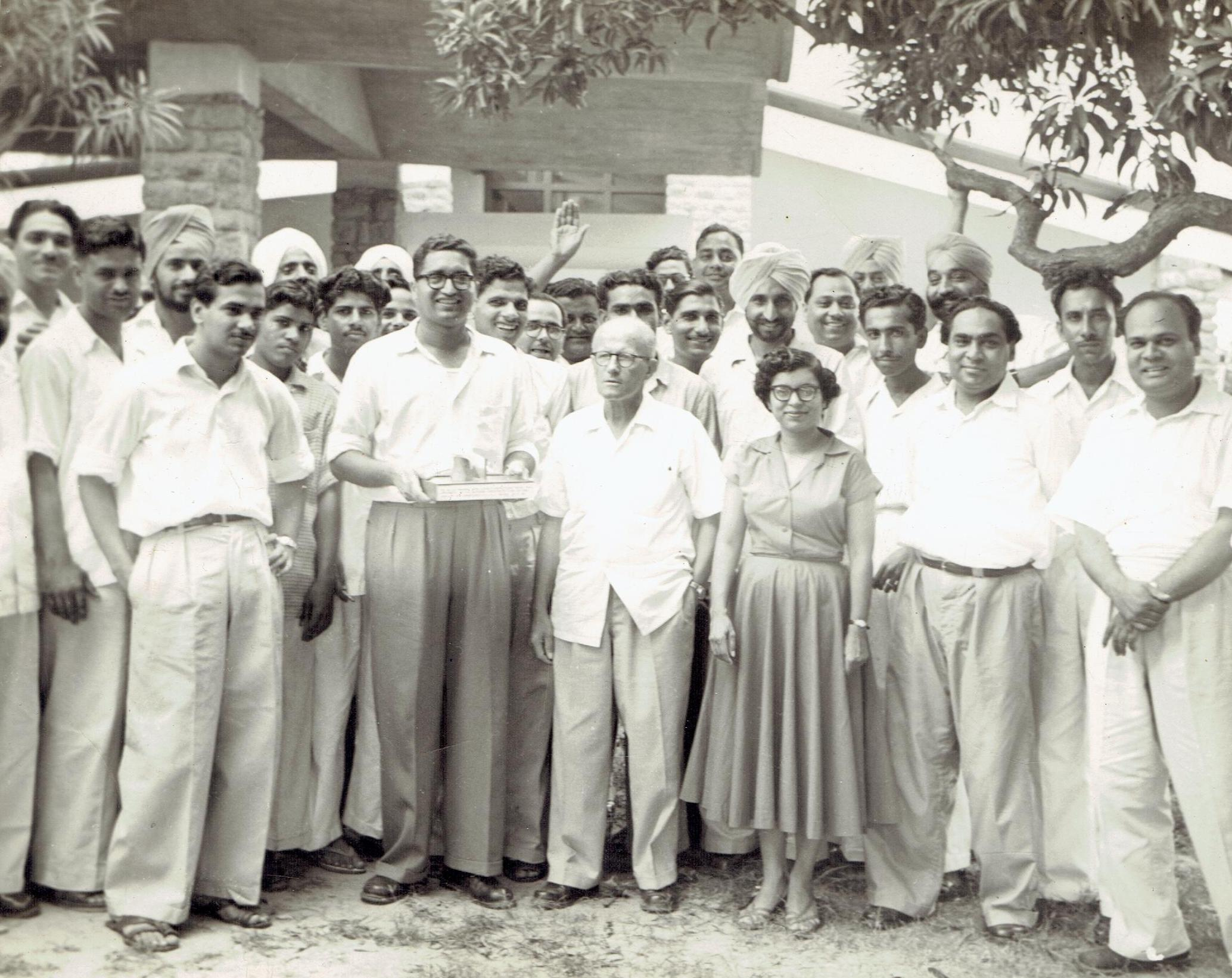
Urmila Eulie Chowdhury mit Pierre Jeanneret und weiteren Kollegen des Chandigarh Capital Projektes (1960)

Urmila Eulie Chowdhury (* 4. Oktober 1923 in Shahjahanpur, United Provinces; † 20. September 1995 in Chandigarh) war eine indische Architektin, Dozentin, Designerin und Autorin. Sie leistete einen großen Beitrag zur baulichen Entwicklung der Planstadt von Chandigarh und gehörte zur ersten Generation von weiblichen Planern in leitender Position in Indien.

## Leben und Werk
Eulie Chowdhury wechselte in ihrer Kindheit häufig den Wohnort, da ihr Vater im diplomatischen Dienst tätig war. Als Schülerin lebte sie in Japan. Dort begann sie bereits im frühen Alter von 12 Jahren zu malen und wurde von japanischer Ästhetik beeinflusst. Sie erlangte ihr Cambridge School Certificate in der Windsor House School, Kobe und studierte Gesang und Klavier am Konservatorium der Julian Ashborn School of Art in Sydney. Nach ihrem Bachelor of Architecture der University of Sydney 1947 trat sie ihre erste Arbeitsstelle in den USA bei RJL Gadien in New Jersey an. In Englewood ließ sie sich zur Keramikerin ausbilden. Als sie 1951 die Chance hatte, am Chandigarh Capital Projekt des Teams um Le Corbusier, Pierre Jeanneret, Jane Drew und Maxwell Fry mitzuarbeiten, kehrte sie nach Indien zurück. Sie stieg früh in das Projekt ein und arbeitete zuerst am Chandigarh High Court mit. Da sie sehr gut Französisch sprach, fungierte sie als Vermittlerin zwischen Le Corbusier/Jeanneret und dem indischen Personal der Architekturabteilung. Sie freundete sich schnell mit Le Corbusier an und übernahm seine Korrespondenz mit Premierminister Jawaharlal Nehru.
Sie heiratete Jugal Kishore Chowdhury, einen beratenden Architekten bei der Regierung von Punjab. Die Ehe blieb kinderlos und wurde nach einigen Jahren geschieden.
Eulie Chowdhury war in der Zeit zwischen 1951 und 1963 Architektin in Chandigarh. Neben ihr gehörten u. a. die indischen Architekten Manmohan Nath Sharma (1923–2016), Jeet Malhotra (* 1929), B. P. Mathur (1926–1976) und Aditya Prakash (1924–2008) zum Team. Chowdhury war an den Bauvorhaben Gouverneurspalast, am Museum des Wissens, an der Erweiterung des High Court und am Yachtclub beteiligt. Zusammen mit Pierre Jeanneret entwarf sie nicht nur verschiedene Schulen und Ministerresidenzen, sondern auch Holzmöbel für die Regierungsbüros der Stadt. Sie passte die Proportionen des Modulor-Mannes für Inder und insbesondere für eine durchschnittliche indische Frau an. Für ihre Gestaltung preiswerter Möbel wurde sie vom indischen Präsidenten mit einer Goldmedaille ausgezeichnet.

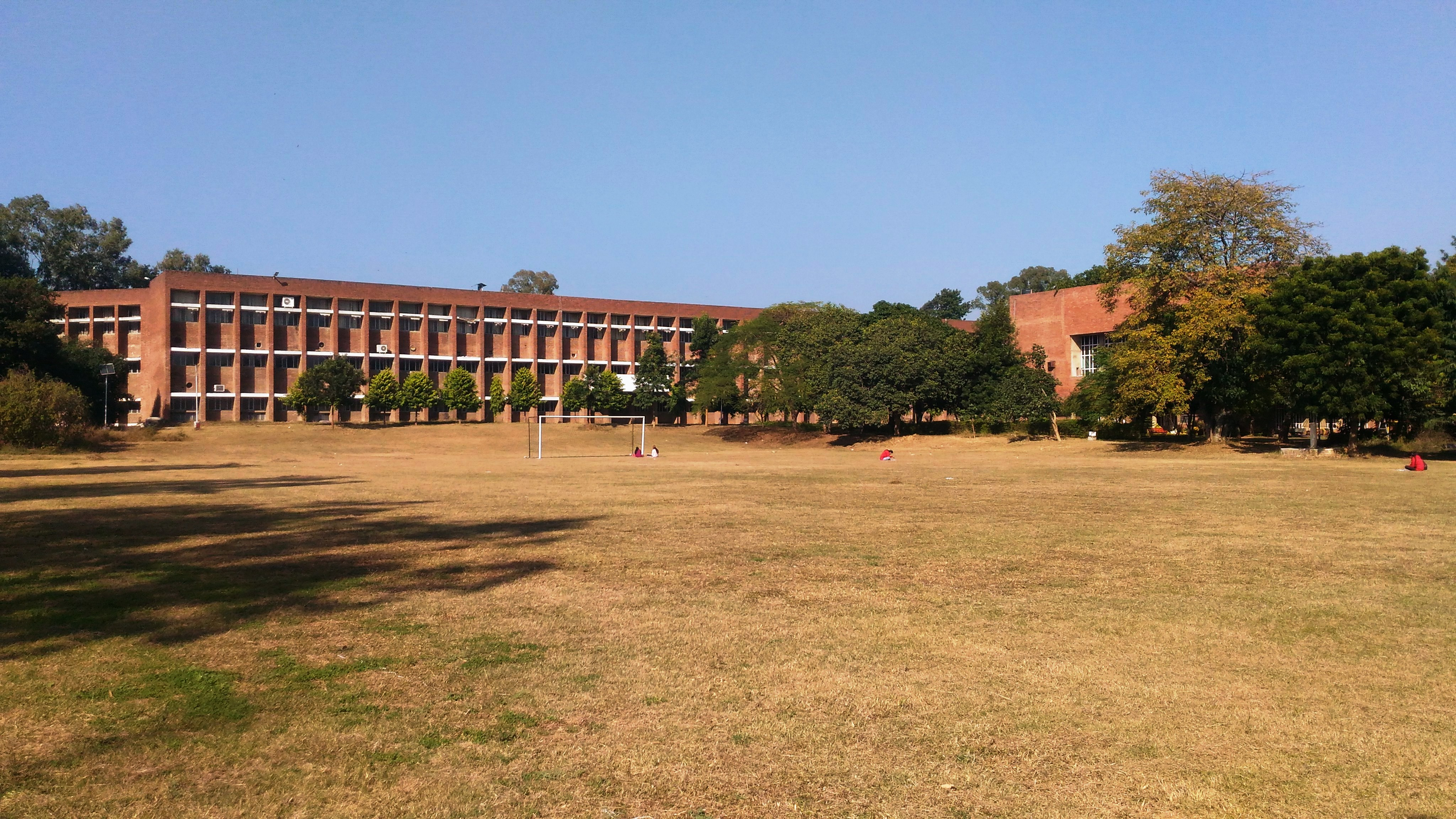
Government Home Science College, Sector 10, Chandigarh

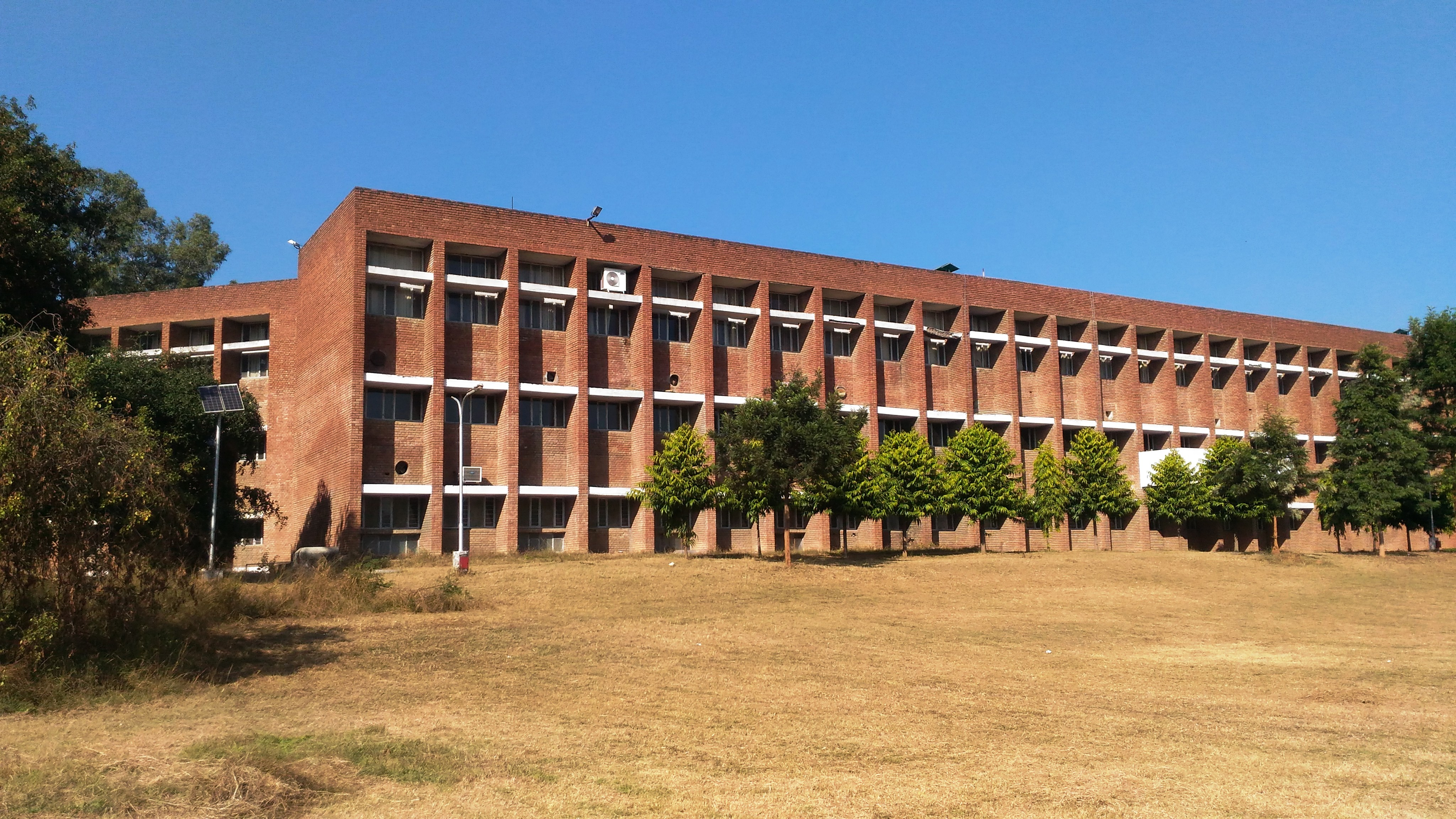
Government Home Science College, Sector 10, Chandigarh

Sie war die erste Frau, die in Indien eine staatliche Baubehörde leitete. 1970/71 war sie leitende Architektin im Staatsdienst in Haryana und von 1971 bis 1976 leitende Architektin im Staatsdienst in Chandigarh. Sie steuerte die zweite Ausbauphase von Chandigarh. Daneben entwarf Eulie Chowdhury zahlreiche Gebäude in Chandigarh selbst. Dazu gehörten das Government Polytechnic College for Women in Sektor 10, das Home Science College in Sektor 10, mehrstöckige staatliche Wohnhäuser in Sektor 35 und staatliche Schulen in den Sektoren 20, 37 und 38.
Von 1976 bis 1981 war Eulie Chowdhury leitende Architektin im Staatsdienst in Punjab. Ihr Team verwirklichte viele Projekte in Talwara in Punjab. Dazu gehörten das allgemeine Krankenhaus, das Field Hostel, das Personalwohnheim sowie staatlicher Wohnungsbau. Sie entwarf auch die Stadtzentren von Amritsar und Mohali. Sie leitete die Planungen des Rural Focal Village. Die Feuerwachen in Mohali und Chandigarh, die Baumwollspinnereien in Kotkapura und Markfed sowie die Ardash Schulen in Punjab waren ihre Entwürfe.
Eulie Chowdhurys Architektur zeichnete sich durch Einfachheit, Plastizität und eine geschickte Kombination der Materialien aus. Sie verwendete gern Ziegel, die an den Außenflächen durch verputzte und weiß getünchte Flächen unterbrochen wurden. Gebäude aus Sichtbeton entwarf sie nur sehr selten.

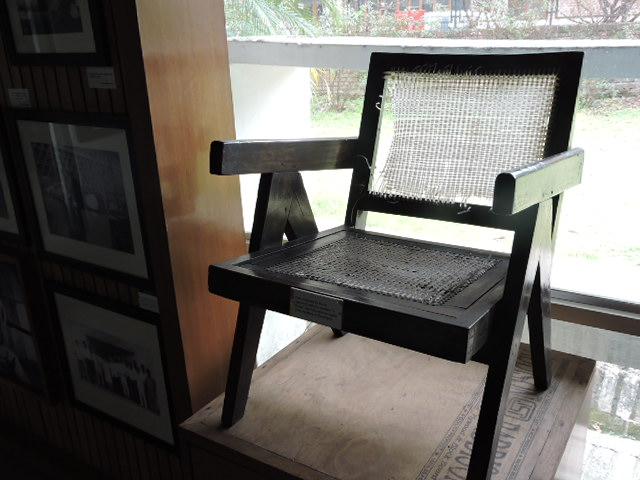
Entwurf für preisgünstige Holzmöbel

Eulie Chowdhury war von 1963 bis 1965 Direktorin der School of Planning and Architecture, New Delhi. Sie lehrte 1966 bis 1970/71 am Chandigarh College of Architecture. Ihre Schüler beschrieben sie als kühn, feurig und kosmopolitisch sowie als brillante Lehrerin. Sie beschäftigte sich mit Landschaftsarchitektur und Innenarchitektur. Alle Möbel im Bibliotheksgebäude des Gandhi Bhavan und im Guest House der Panjab University wurden von ihr entworfen.
Sie hatte viele Talente: Sie schrieb Theaterstücke und war Gründerin, Präsidentin sowie Produzentin der Chandigarh Amateur Dramatic Society. Chowdhury war eine ausgezeichnete Malerin, die ausstellte. Sie gründete 1983 die Alliance Française de Chandigarh und schrieb für die Beilage Saturday plus von The Tribune sowie verschiedene Architekturzeitschriften wie Progressive Architecture, Architectural Design und Casabella. Sie war von 1958 bis 1963 und in den 1970er-Jahren Mitglied einer Autorengruppe und schrieb Fachbücher. Sie übersetzte Le Corbusiers Les trois établissements humains (1946) aus dem Französischen ins Englische: Das 215 Seiten starke Werk The Three Human Establishments erschien 1979, offiziell verlegt vom Punjab Govt., Dept. of Town & Country Planning.
Chowdhury lebte ihr Leben nach ihren eigenen Vorstellungen. Sie wurde als dominant, ehrlich und integer beschrieben. An ihrem Lebensende bekam sie Krebs, verweigerte jedoch eine Behandlung der Krankheit. Sie starb mit 71 Jahren.

## Auszeichnungen (Auswahl)
- 1963: Stipendium für einen Bildungsaufenthalt in Frankreich
- 1964: Einladung des British Council für einen Aufenthalt im Vereinigten Königreich zum Studium von Architektur und Stadtplanung
- 1964: Medaille des Präsidenten für verdienstvolle Beiträge, verliehen für den Entwurf preiswerter Möbel

## Mitgliedschaften
- Royal Institute of British Architects (als erste indische Frau)
- Indian Institute of Architects

## Schriften (Auswahl)
- Architecture, Town Planning and Interior Design
- Man, Science and Society
- Those Were The Days (Memories of Le Corbusier)